# Astragalus dombeyi
Astragalus dombeyi es una especie de planta del género Astragalus, de la familia de las leguminosas, orden Fabales.

## Distribución
Astragalus dombeyi se distribuye por Perú.

## Taxonomía
Fue descrita científicamente por Fisch. Fue publicado en Bulletin de la Société Imperiale des Naturalistes de Moscou 26(II): 483 (1853).
Sinonimia
- Astragalus imputatus J. F. Macbr.
Astragalus alienus A. A. Gray